# Caterina Martinelli
Caterina Martinelli (Roma, 1589 circa – Mantova, 7 marzo 1608) è stata una cantante italiana.
Fu nota anche come La Romanina o Caterinuccia.

## Biografia
Compì i suoi studi a Roma con Arrigo Gabbino. All'età di 13 anni venne chiamata alla corte dei Gonzaga di Mantova e divenne allieva di Claudio Monteverdi, che la ospitò per tre anni nella sua famiglia. Nel 1608 interpretò insieme al tenore Francesco Rasi, la Dafne di Marco da Gagliano.
Morì di vaiolo mentre stava preparando il personaggio dell'Arianna di Claudio Monteverdi.
- A. Bertolotti, La musica in Mantova 1400-1600, Milano (1890).
- S. Reiner, La vag'Angioletta in Analecta Musicologica XIV, Colonia (1974).
- Paolo Fabbri, Monteverdi EDT Srl, 1985, ISBN 88-7063-035-8